# 101 Collins Street
101 Collins Street es un rascacielos de 260 metros (853 pies) de altura situado en Melbourne, Australia. El edificio, de 57 plantas, fue completado en 1991 bajo el diseño de Denton Corker Marshall Pty Ltd. Cerca de la finalización del proyecto, con un cambio del promotor, Johnson Burgee diseñó el vestíbulo.
La torre es actualmente el undécimo edificio más alto de Australia y el 125.º edificio más alto del mundo midiendo la altura de detalle arquitectónico, es decir, la aguja de 60 metros de altura.
La torre contiene 83.000 m² de espacio alquilable, que es alquilado por grandes compañías. La altura del piso al techo es inusualmente grande para un rascacielos: 2,77 metros. Los 30 ascensores pueden alcanzar una velocidad de 7 m/s. Hay 414 plazas de aparcamiento de coches en los sótanos.
El edificio contiene ventanas con doble acristalamiento, cuya superficie está revestida de gas templado que aumenta la eficiencia térmica.
El CRA Building fue demolido para permitir la construcción de este edificio.